# Absorus

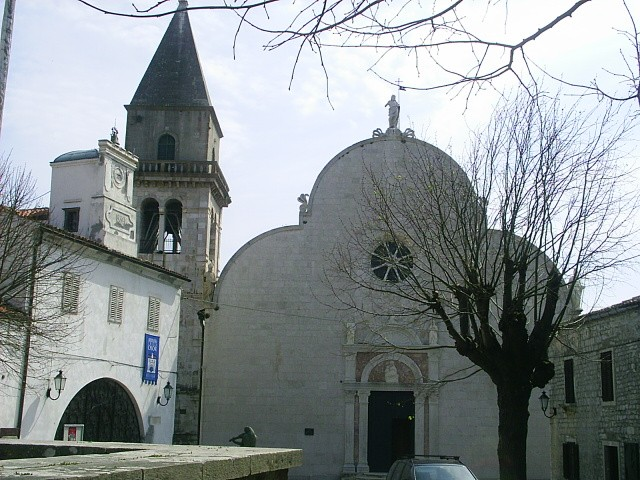
Dawna katedra diecezjalna w Osor

Absorus (łac. Diocesis Absoritanus) – stolica historycznej diecezji w Dalmacji. Diecezja została erygowana w początku VII wieku. 30 czerwca 1828 skasowana i włączona w skład diecezji Krk. Sufragania archidiecezji Split, współcześnie miejscowość Osor na wyspie Cres w Chorwacji. Obecnie katolickie biskupstwo tytularne.

## Biskupi tytularni
| Lp. | Biskup              | Funkcja                             | Od            | Do               |
| --- | ------------------- | ----------------------------------- | ------------- | ---------------- |
| 1   | Karl Moser          | biskup pomocniczy Wiednia (Austria) | 9 lipca 1969  | 27 września 1991 |
| 2   | Peter Henrici       | biskup pomocniczy Chur (Szwajcaria) | 4 marca 1993  | 6 czerwca 2023   |
| 3   | John Joseph Kennedy | urzędnik Kurii Rzymskiej            | 29 lipca 2024 |                  |